# Landtagspräsident (Österreich)
Landtagspräsident ist die Funktionsbezeichnung, die die Vorsitzenden der Landtage der neun österreichischen Bundesländer führen.

## Geschichte
Der später als Februarpatent bekannten, von Kaiser Franz Joseph I. 1861 erlassenen Reichsverfassung für das Kaisertum Österreich lagen die Landesordnungen der österreichischen Kronländer bei. In diesen wurde bestimmt, dass der Landtag von einem Vorsitzenden geleitet wird, den der Kaiser aus der Mitte der Landtagsmitglieder auswählt. Von diesen Kronländern zählen sieben zum heutigen Österreich; Wien wurde erst 1920 zum Bundesland erhoben, das Burgenland kam erst 1921 zu Österreich.
In einigen der Länder (sechs der sieben heutigen Bundesländer) trug der Landtagsvorsitzende die Bezeichnung Landeshauptmann, in Niederösterreich hieß er Landmarschall. Der Vorsitzende war zugleich Vorsitzender des Landesausschusses – darunter wurde das Vollzugs- oder Exekutivkomitee des Landtages verstanden, das die autonome Landesverwaltung leitete (also der Vorläufer der heutigen Landesregierungen). Den landeseigenen Organen stand der Landeschef (Statthalter; in Salzburg und Kärnten: Landespräsident) gegenüber, der vom Kaiser als Vertreter des Monarchen und der k.k. Regierung eingesetzt wurde; seine Behörde (Statthalterei; in Salzburg und Kärnten Landesregierung) leitete die im Landesgebiet tätigen Staatsämter (ausgenommen den militärischen Bereich).
Im republikanischen Deutschösterreich wurden die Landesorgane der Monarchie im November 1918 abgeschafft und Provisorische Landesversammlungen eingesetzt, bis im Frühjahr 1919 die Landtage erstmals von allen volljährigen weiblichen und männlichen Landesbürgern gewählt werden konnten. 1920 schuf die von der Nationalversammlung beschlossene neue Bundesverfassung den Rahmen für die bis heute gültige Rollenverteilung zwischen Ländern und Bund in der Republik Österreich. Zu den Übergangsregelungen siehe hier. 1934–1945 wurde die demokratische Struktur durch zwei Diktaturen beseitigt.

## Wahl
Der Landtagspräsident wird mit seinen beiden Stellvertretern am Beginn jeder Legislaturperiode vom Landtag gewählt. Einberufen wird die erste Sitzung eines Landtages meist vom Präsidenten des letzten Landtages, ist kein Mitglied des ehemaligen Präsidiums mehr im Landtag vertreten, kennen einige Geschäftsordnungen die Funktion des Alterspräsidenten. Der Präsident und seine Stellvertreter dürfen der Landesregierung nicht angehören. Erlischt die Stelle des Präsidenten durch Rücktritt oder Tod vorzeitig oder wird er vom Landtag abberufen, so ist ein neuer Landtagspräsident zu wählen.

## Funktion
Die Rechte des Landtagspräsidenten sind in den einzelnen Landesverfassungen und Geschäftsordnungen der Landtage ähnlich ausgestaltet. Der Landtagspräsident vollzieht die Angelobung der Mitglieder des Landtages. Er leitet die Sitzungen des Landtages und beurkundet die vom Landtag verabschiedeten Landesgesetze; diese sind vom Landeshauptmann gegenzuzeichnen, dem aber kein Prüf- oder Vetorecht zukommt. Der Landtagspräsident vertritt den Landtag nach außen.

## Protokoll
Zur protokollarischen Stellung des Landtagspräsidenten besteht ein Konflikt mit der Position des Landeshauptmannes. Da es auf Länderebene kein dem Bundespräsidenten entsprechendes Amt gibt, ist fraglich, wer als oberster Repräsentant des Landes fungieren soll. Einerseits ist der Landeshauptmann das oberste Exekutivorgan auf Landesebene, andererseits übernimmt der Landtagspräsident Funktionen, die auf Bundesebene dem Bundespräsidenten zukommen, wie etwa die Ausfertigung von Gesetzen.
Im Protokoll des Bundes folgen auf den Bundespräsidenten an der Spitze der Nationalratspräsident und der Präsident des Bundesrates vor dem Bundeskanzler. Die Frage, wer die Funktion des Landesoberhauptes ausübt, bleibt offen. Das Protokoll orientiert sich meist an den realpolitischen Gegebenheiten und stuft den Landeshauptmann über dem Landtagspräsidenten ein.

## Liste der aktuellen Präsidenten der Landtage der österreichischen Bundesländer
| Landtag          | Amtsinhaber                |
| ---------------- | -------------------------- |
| Burgenland       | Astrid Eisenkopf (SPÖ)     |
| Kärnten          | Reinhart Rohr (SPÖ)        |
| Niederösterreich | Karl Wilfing (ÖVP)         |
| Oberösterreich   | Max Hiegelsberger (ÖVP)    |
| Salzburg         | Brigitta Pallauf (ÖVP)     |
| Steiermark       | Gerald Deutschmann (FPÖ)   |
| Tirol            | Sonja Ledl-Rossmann (ÖVP)  |
| Vorarlberg       | Harald Sonderegger (ÖVP)   |
| Wien             | Christian Meidlinger (SPÖ) |